# Listeț, Burgas
Listeț (în bulgară Листец) este un sat în comuna Ruen, regiunea Burgas,  Bulgaria. 

## Demografie
Componența etnică a satului Listeț
     Bulgari (1,43%)
     Turci (68,73%)
     Nicio identificare (29,83%)
     Altele (0%)
La recensământul din 2011, populația satului Listeț era de 419 locuitori. Din punct de vedere etnic, majoritatea locuitorilor (68,73%) erau turci, cu o minoritate de bulgari (1,43%). Pentru 29,83% din locuitori nu este cunoscută apartenența etnică.